# 1989-es ifjúsági labdarúgó-világbajnokság
Az 1989-es ifjúsági labdarúgó-világbajnokságot február 16. és március 3. között rendezték Szaúd-Arábiában. A tornát a portugál csapat nyerte meg.

## Résztvevők
A rendező Szaúd-Arábiával együtt a következő 16 válogatott jutott ki a világbajnokságra:
Eredetileg Mexikó is kvalifikálta magát a világbajnokságra, de később kizárták őkét, miután a selejtezők során négy túlkoros játékost is szerepeltettek, helyüket az USA ifjúsági (U20-as) válogatottja vette át.
| Afrika - Nigéria - Mali Ázsia - Szaúd-Arábia - Irak - Szíria Dél-Amerika - Kolumbia - Brazília - Argentína | Észak-, Közép-Amerika és a Karibi-térség - Costa Rica - Egyesült Államok Európa - Csehszlovákia - Portugália - Szovjetunió - NDK - Norvégia - Spanyolország |

## Játékvezetők
| Afrika - Badara Sène - Idrissa Sarr - Nezsi Zsujni Ázsia - Abdul Al Nasri - Csen Seng-caj - Ahmed Mohammed Jassim Dél-Amerika - Juan Antonio Bava - Elías Jácome - José Roberto Wright - José Torres Cadena | Észak-, Közép-Amerika és a Karibi-térség - Arturo Angeles - Arturo Brizio Carter - José Carlos Ortíz Európa - Hubert Forstinger - Tullio Lanese - Jozef Marko - Neil Midgley - Egil Nervik - Aron Schmidhuber - Alan Snoddy - Alekszej Nyikolajevics Szpirin - Marcel van Langenhove |

## Csoportkör
A csoportok első két helyezettje jutott a negyeddöntőbe, ahonnan egyenes kieséses rendszerben folytatódott a torna.
| Jelmagyarázat                                                            |
| ------------------------------------------------------------------------ |
| A csoportok első két helyezettje bejutott az egyenes kieséses szakaszba. |
| A csoportok harmadik és negyedik helyezettjei kiestek.                   |

### A csoport
| Csapat        | M | Gy | D | V | G+ | G– | Gk | P |
| ------------- | - | -- | - | - | -- | -- | -- | - |
| Portugália    | 3 | 2  | 0 | 1 | 2  | 3  | –1 | 4 |
| Nigéria       | 3 | 1  | 1 | 1 | 3  | 3  | 0  | 3 |
| Csehszlovákia | 3 | 1  | 1 | 1 | 2  | 2  | 0  | 3 |
| Szaúd-Arábia  | 3 | 1  | 0 | 2 | 4  | 3  | +1 | 2 |

| 1989. február 16. 18:00 |

| Szaúd-Arábia   | 1–2               | Nigéria                 |
| -------------- | ----------------- | ----------------------- |
| Al Suraiti 16' | (1–0) Jegyzőkönyv | Adepoju 52' Ohenhen 87' |

| Fáhd Király Nemzetközi Stadion, Rijád Nézőszám: 70 000 Játékvezető: Marcel van Langenhove (belga) |

| 1989. február 17. 18:00 |

| Csehszlovákia | 0–1               | Portugália |
| ------------- | ----------------- | ---------- |
|               | (0–0) Jegyzőkönyv | Alves 88'  |

| Fáhd Király Nemzetközi Stadion, Rijád Nézőszám: 70 000 Játékvezető: José Roberto Wright (brazil) |

| 1989. február 19. 18:00 |

| Szaúd-Arábia | 0–1               | Csehszlovákia |
| ------------ | ----------------- | ------------- |
|              | (0–0) Jegyzőkönyv | Látal 52'     |

| Fáhd Király Nemzetközi Stadion, Rijád Nézőszám: 20 000 Játékvezető: Alan Snoddy (északír) |

| 1989. február 20. 18:00 |

| Nigéria                    | 0–1               | Portugália     |
| -------------------------- | ----------------- | -------------- |
| Ugbade 56′ Onyemachara 73′ | (0–0) Jegyzőkönyv | João Pinto 79' |

| Fáhd Király Nemzetközi Stadion, Rijád Nézőszám: 7000 Játékvezető: Egil Nervik (norvég) |

| 1989. február 22. 15:45 |

| Szaúd-Arábia                                | 3–0               | Portugália |
| ------------------------------------------- | ----------------- | ---------- |
| Al Harbi 52' Al Romaihi 56' Al Debaikhi 83' | (0–0) Jegyzőkönyv |            |

| Fáhd Király Nemzetközi Stadion, Rijád Nézőszám: 8000 Játékvezető: José Roberto Wright (brazil) |

| 1989. február 22. 18:00 |

| Nigéria               | 1–1               | Csehszlovákia |
| --------------------- | ----------------- | ------------- |
| Nwosu 72' Charity 74′ | (0–1) Jegyzőkönyv | Látal 14'     |

| Fáhd Király Nemzetközi Stadion, Rijád Nézőszám: 8000 Játékvezető: Arturo Brizio Carter (mexikói) |

### B csoport
| Csapat      | M | Gy | D | V | G+ | G– | Gk | P |
| ----------- | - | -- | - | - | -- | -- | -- | - |
| Szovjetunió | 3 | 3  | 0 | 0 | 7  | 2  | +5 | 6 |
| Kolumbia    | 3 | 1  | 0 | 2 | 3  | 4  | –1 | 2 |
| Szíria      | 3 | 1  | 0 | 2 | 4  | 6  | –2 | 2 |
| Costa Rica  | 3 | 1  | 0 | 2 | 2  | 4  | –2 | 2 |

| 1989. február 17. 15:45 |

| Costa Rica              | 1–0               | Kolumbia |
| ----------------------- | ----------------- | -------- |
| González 88' Brenes 89′ | (0–0) Jegyzőkönyv |          |

| Dammam Nézőszám: 11 000 Játékvezető: Al Nasir (Szaúd-arábiai) |

| 1989. február 17. 18:00 |

| Szovjetunió                 | 3–1               | Szíria    |
| --------------------------- | ----------------- | --------- |
| Tedeev 29' Szalenko 49' 83' | (1–0) Jegyzőkönyv | Sibai 65' |

| Dammam Nézőszám: 11 000 Játékvezető: Juan Antonio Bava (argentin) |

| 1989. február 19. 18:00 |

| Costa Rica | 0–1               | Szovjetunió |
| ---------- | ----------------- | ----------- |
|            | (0–0) Jegyzőkönyv | Matveev 84' |

| Dammam Nézőszám: 5000 Játékvezető: Aron Schmidhuber (nyugat-német) |

| 1989. február 20. 18:00 |

| Kolumbia             | 2–0               | Szíria |
| -------------------- | ----------------- | ------ |
| Muñoz 42' Osorio 85' | (1–0) Jegyzőkönyv |        |

| Dammam Nézőszám: 9545 Játékvezető: Kenneth Wallace (új-zélandi) |

| 1989. február 22. 15:45 |

| Costa Rica | 1–3               | Szíria                  |
| ---------- | ----------------- | ----------------------- |
| Brenes 80' | (0–3) Jegyzőkönyv | Helou 16' 45' Afash 30' |

| Dammam Nézőszám: 6000 Játékvezető: Badara Sène (szenegáli) |

| 1989. február 22. 18:00 |

| Kolumbia | 1–3               | Szovjetunió                     |
| -------- | ----------------- | ------------------------------- |
| Muñoz 5' | (1–3) Jegyzőkönyv | Timoshenko 25' Szalenko 29' 32' |

| Dammam Nézőszám: 9770 Játékvezető: Tullio Lanese (olasz) |

### C csoport
| Csapat           | M | Gy | D | V | G+ | G– | Gk | P |
| ---------------- | - | -- | - | - | -- | -- | -- | - |
| Brazília         | 3 | 3  | 0 | 0 | 10 | 1  | +9 | 6 |
| Egyesült Államok | 3 | 1  | 1 | 1 | 4  | 4  | 0  | 3 |
| NDK              | 3 | 1  | 0 | 2 | 3  | 4  | –1 | 2 |
| Mali             | 3 | 0  | 1 | 2 | 1  | 9  | –8 | 1 |

| 1989. február 17. 16:30 |

| Brazília                        | 2–0               | NDK |
| ------------------------------- | ----------------- | --- |
| Marcelo Henrique 35' França 68' | (1–0) Jegyzőkönyv |     |

| Dzsidda Nézőszám: 35 000 Játékvezető: Neil Midgley (angol) |

| 1989. február 17. 18:45 |

| Mali      | 1–1               | Egyesült Államok |
| --------- | ----------------- | ---------------- |
| Nfaly 42' | (1–1) Jegyzőkönyv | Snow 11'         |

| Dzsidda Nézőszám: 35 000 Játékvezető: Elías Jácome (ecuadori) |

| 1989. február 19. 18:45 |

| Brazília                                           | 5–0               | Mali |
| -------------------------------------------------- | ----------------- | ---- |
| Cássio 50' Bismarck 53' 83' Sonny Anderson 66' 80' | (0–0) Jegyzőkönyv |      |

| Dzsidda Nézőszám: 10 000 Játékvezető: Ahmed Mohammed Jassim (bahreini) |

| 1989. február 20. 18:45 |

| NDK | 0–2               | Egyesült Államok              |
| --- | ----------------- | ----------------------------- |
|     | (0–0) Jegyzőkönyv | Dayak 47' Snow 87' (11-esből) |

| Dzsidda Nézőszám: 10 000 Játékvezető: Idrissa Sarr (mauritániai) |

| 1989. február 22. 16:30 |

| Brazília                                             | 3–1               | Egyesült Államok |
| ---------------------------------------------------- | ----------------- | ---------------- |
| Bismarck 39' Marcelo Henrique 44' Sonny Anderson 55' | (2–1) Jegyzőkönyv | Dayak 10'        |

| Dzsidda Nézőszám: 25 000 Játékvezető: Hubert Forstinger (osztrák) |

| 1989. február 22. 18:45 |

| NDK                              | 3–0               | Mali      |
| -------------------------------- | ----------------- | --------- |
| Prausse 28' Fuchs 46' Jahnig 55' | (1–0) Jegyzőkönyv | Nfaly 73′ |

| Dzsidda Nézőszám: 25 000 Játékvezető: José Carlos Ortíz (kolumbiai) |

### D csoport
| Csapat        | M | Gy | D | V | G+ | G– | Gk | P |
| ------------- | - | -- | - | - | -- | -- | -- | - |
| Irak          | 3 | 3  | 0 | 0 | 4  | 0  | +4 | 6 |
| Argentína     | 3 | 1  | 0 | 2 | 3  | 3  | 0  | 2 |
| Norvégia      | 3 | 1  | 0 | 2 | 4  | 5  | –1 | 2 |
| Spanyolország | 3 | 1  | 0 | 2 | 4  | 7  | –3 | 2 |

| 1989. február 17. 16:30 |

| Norvégia | 0–1               | Irak      |
| -------- | ----------------- | --------- |
|          | (0–0) Jegyzőkönyv | Naiem 66' |

| King Fahd Stadium, Taif Nézőszám: 14 000 Játékvezető: José Torres Cadena (kolumbiai) |

| 1989. február 17. 18:45 |

| Argentína   | 1–2               | Spanyolország                       |
| ----------- | ----------------- | ----------------------------------- |
| Simeone 12' | (1–1) Jegyzőkönyv | Moisés 26' Villabona 58' (11-esből) |

| King Fahd Stadium, Taif Nézőszám: 14 000 Játékvezető: Alekszej Nyikolajevics Szpirin (szovjet) |

| 1989. február 19. 18:45 |

| Norvégia | 0–2               | Argentína              |
| -------- | ----------------- | ---------------------- |
|          | (0–1) Jegyzőkönyv | Biazotti 5' Ubaldi 89' |

| King Fahd Stadium, Taif Nézőszám: 3000 Játékvezető: Arturo Angeles (amerikai) |

| 1989. február 20. 18:45 |

| Irak                | 2–0               | Spanyolország |
| ------------------- | ----------------- | ------------- |
| Wali 41' Shabib 51' | (1–0) Jegyzőkönyv |               |

| King Fahd Stadium, Taif Nézőszám: 13 500 Játékvezető: Csen Seng-caj (kínai) |

| 1989. február 22. 16:30 |

| Norvégia                                                 | 4–2               | Spanyolország   |
| -------------------------------------------------------- | ----------------- | --------------- |
| Drillestad 43' Johansen 47' Bohinen 58' Mellemstrand 90' | (1–0) Jegyzőkönyv | Pinilla 46' 49' |

| King Fahd Stadium, Taif Nézőszám: 17 000 Játékvezető: Nezsi Zsujni (tunéziai) |

| 1989. február 22. 18:45 |

| Irak                           | 1–0               | Argentína |
| ------------------------------ | ----------------- | --------- |
| Swadi 67' (11-esből) Salim 36′ | (0–0) Jegyzőkönyv |           |

| King Fahd Stadium, Taif Nézőszám: 17 000 Játékvezető: Jozef Marko (csehszlovák) |

## Egyenes kieséses szakasz
|  |                       |                  |                       |                     |   |                  |                    |                    |                    |                    |               |       |       |
|  | Negyeddöntők          | Negyeddöntők     | Negyeddöntők          |                     |   | Elődöntők        | Elődöntők          | Elődöntők          |                    |                    | Döntő         | Döntő | Döntő |
|  | Negyeddöntők          | Negyeddöntők     | Negyeddöntők          |                     |   | Elődöntők        | Elődöntők          | Elődöntők          |                    |                    | Döntő         | Döntő | Döntő |
|  | február 25. – Rijád   |                  |                       |                     |   |                  |                    |                    |                    |                    |               |       |       |
|  |                       |                  |                       |                     |   |                  |                    |                    |                    |                    |               |       |       |
|  | A1                    | Portugália       | 1                     |                     |   |                  |                    |                    |                    |                    |               |       |       |
|  | A1                    | Portugália       | 1                     | február 28. – Rijád |   |                  |                    |                    |                    |                    |               |       |       |
|  | B2                    | Kolumbia         | 0                     |                     |   |                  |                    |                    |                    |                    |               |       |       |
|  | B2                    | Kolumbia         | 0                     |                     |   | Portugália       | Portugália         | 1                  |                    |                    |               |       |       |
|  | február 25. – Dzsidda |                  |                       |                     |   | Portugália       | Portugália         | 1                  |                    |                    |               |       |       |
|  |                       |                  | Brazília              | Brazília            | 0 |                  |                    |                    |                    |                    |               |       |       |
|  | C1                    | Brazília         | Brazília              | Brazília            | 0 | 1                |                    |                    |                    |                    |               |       |       |
|  | C1                    | Brazília         |                       |                     |   | 1                | március 3. – Rijád |                    |                    |                    |               |       |       |
|  | D2                    | Argentína        | 0                     |                     |   |                  |                    |                    |                    |                    |               |       |       |
|  | D2                    | Argentína        | 0                     |                     |   | Portugália       | Portugália         | 2                  |                    |                    |               |       |       |
|  | február 25. – Dammam  |                  |                       |                     |   | Portugália       | Portugália         | 2                  |                    |                    |               |       |       |
|  |                       |                  | Nigéria               | Nigéria             | 0 |                  |                    |                    |                    |                    |               |       |       |
|  | B1                    | Szovjetunió      | Nigéria               | Nigéria             | 0 | 4 (3)            |                    |                    |                    |                    |               |       |       |
|  | B1                    | Szovjetunió      | február 28. – Dzsidda |                     |   | 4 (3)            |                    |                    |                    |                    |               |       |       |
|  | A2                    | Nigéria          | 4 (5)                 |                     |   |                  |                    |                    |                    |                    |               |       |       |
|  | A2                    | Nigéria          | 4 (5)                 |                     |   | Nigéria          | Nigéria            | 2                  | Bronzmérkőzés      | Bronzmérkőzés      | Bronzmérkőzés |       |       |
|  | február 25. – Taif    |                  |                       |                     |   | Nigéria          | Nigéria            | 2                  | Bronzmérkőzés      | Bronzmérkőzés      | Bronzmérkőzés |       |       |
|  |                       |                  | Egyesült Államok      | Egyesült Államok    | 1 |                  |                    | március 3. – Rijád | március 3. – Rijád | március 3. – Rijád |               |       |       |
|  | D1                    | Irak             | Egyesült Államok      | Egyesült Államok    | 1 | 1                |                    | március 3. – Rijád | március 3. – Rijád | március 3. – Rijád |               |       |       |
|  | D1                    | Irak             |                       |                     |   |                  |                    | Brazília           | Brazília           | 2                  |               |       |       |
|  | C2                    | Egyesült Államok | 2                     |                     |   |                  |                    | Brazília           | Brazília           | 2                  |               |       |       |
|  | C2                    | Egyesült Államok | 2                     |                     |   | Egyesült Államok | Egyesült Államok   | 0                  |                    |                    |               |       |       |
|  |                       |                  |                       |                     |   | Egyesült Államok | Egyesült Államok   | 0                  |                    |                    |               |       |       |

### Negyeddöntők
| 1989. február 25. 18:00 |

| Portugália      | 1–0               | Kolumbia |
| --------------- | ----------------- | -------- |
| Jorge Couto 40' | (1–0) Jegyzőkönyv |          |

| Fáhd Király Nemzetközi Stadion, Rijád Nézőszám: 5000 Játékvezető: Nezsi Zsujni (tunéziai) |

| 1989. február 25. 18:00 |

| Szovjetunió                              | 4–4 (h. u.)                 | Nigéria                               |
| ---------------------------------------- | --------------------------- | ------------------------------------- |
| Kiriakov 30' 58' Tedeev 45' Szalenko 46' | (2–0, 4–4, 4–4) Jegyzőkönyv | Ohenhen 61' 75' Elijah 83' Ugbade 84' |
| Büntetőpárbaj                            |                             |                                       |
|                                          | 3–5                         |                                       |

| Dammam Nézőszám: 10 000 Játékvezető: Hubert Forstinger (osztrák) |

| 1989. február 25. 18:45 |

| Brazília             | 1–0               | Argentína |
| -------------------- | ----------------- | --------- |
| Marcelo Henrique 15' | (1–0) Jegyzőkönyv |           |

| Dzsidda Nézőszám: 35 000 Játékvezető: Tullio Lanese (olasz) |

| 1989. február 25. 18:45 |

| Irak     | 1–2               | Egyesült Államok        |
| -------- | ----------------- | ----------------------- |
| Wali 35' | (1–1) Jegyzőkönyv | Henderson 17' Brose 56' |

| King Fahd Stadium, Taif Nézőszám: 18 000 Játékvezető: Aron Schmidhuber (nyugat-német) |

### Elődöntők
| 1989. február 28. 18:00 |

| Portugália | 1–0               | Brazília |
| ---------- | ----------------- | -------- |
| Amaral 68' | (0–0) Jegyzőkönyv |          |

| Fáhd Király Nemzetközi Stadion, Rijád Nézőszám: 15 000 Játékvezető: Jozef Marko (csehszlovák) |

| 1989. február 28. 18:45 |

| Nigéria         | 2–1 (h. u.)                 | Egyesült Államok    |
| --------------- | --------------------------- | ------------------- |
| Adepoju 47' 93' | (0–0, 1–1, 2–1) Jegyzőkönyv | Snow 52' (11-esből) |

| Dzsidda Nézőszám: 40 000 Játékvezető: Neil Midgley (angol) |

### Bronzmérkőzés
| 1989. március 3. 15:45 |

| Brazília                | 2–0               | Egyesült Államok |
| ----------------------- | ----------------- | ---------------- |
| Franca 65' Leonardo 69' | (0–0) Jegyzőkönyv |                  |

| Fáhd Király Nemzetközi Stadion, Rijád Nézőszám: 65 000 Játékvezető: Nezsi Zsujni (tunéziai) |

### Döntő
| 1989. március 3. 18:00 |

| Portugália                     | 2–0               | Nigéria |
| ------------------------------ | ----------------- | ------- |
| Abel Silva 44' Jorge Couto 76' | (1–0) Jegyzőkönyv |         |

| Fáhd Király Nemzetközi Stadion, Rijád Nézőszám: 65 000 Játékvezető: Aron Schmidhuber (német) |

## Díjak
| Az 1989-es ifjúsági labdarúgó-világbajnokság győztese |
| ----------------------------------------------------- |
| · Portugália · 1. cím                                 |

| 2. helyezett | 3. helyezett | 4. helyezett     |
| ------------ | ------------ | ---------------- |
| Nigéria      | Brazília     | Egyesült Államok |

| Golden Shoe   | Golden Ball | FIFA Fair Play Díj |
| ------------- | ----------- | ------------------ |
| Oleg Szalenko | Bismarck    | Egyesült Államok   |

## Gólszerzők
| 5 gólos - Oleg Szalenko 3 gólos - Mutiu Adepoju - Sonny Anderson - Bismarck - Marcelo Henrique - Christopher Ohenhen - Steve Snow 2 gólos - Ricardo França - Radoslav Latal - Troy Dayak - Kareem Wali - Wilson Muñoz - Jorge Couto - Antonio Pinilla - Abdulatif Helou - Sergei Kiriakov - Bakhva Tedeev | 1 gólos - Humberto Biazotti - Diego Simeone - Martín Ubaldi - Cássio - Leonardo - Danilo Brenes - Ronald González - Dario Brose - Chris Henderson - Saddam Naiem - Laith Shabib - Radhi Swadi - Diego Osorio - Kante Nfaly - Henri Fuchs - Uwe Jahnig - Stephan Prausse - Samuel Elijah - Christopher Nwosu - Nduka Ugbade | 1 gólos (folytatás) - Lars Bohinen - Oystein Drillestad - Bjorn Johansen - Oyvind Mellemstrand - Amaral - Paulo Alves - João Pinto - Abel Silva - Moisés - David Villabona - Hamad Al Debaikhi - Khaled Al Harbi - Khaled Al Romaihi - Saadoun Al Suraiti - Mohamad Afash - Yasser Sibai - Oleg Matveev - Andrei Timoshenko |

## Végeredmény
Az első négy helyezett utáni sorrend nem tekinthető hivatalosnak, mivel ezekért a helyekért nem játszottak mérkőzéseket. Ezért e helyezések meghatározásához az alábbiak lettek figyelembe véve:
1. több szerzett pont (a 11-esekkel eldöntött találkozók a hosszabbítást követő eredménnyel, döntetlenként vannak feltüntetve)
2. jobb gólkülönbség
3. több szerzett gól

A hazai csapat eltérő háttérszínnel kiemelve.
| Helyezés | Nemzet           | M | Gy | D | V | G+ | G– | Gk  | P  |
| -------- | ---------------- | - | -- | - | - | -- | -- | --- | -- |
| Arany    | Portugália       | 6 | 5  | 0 | 1 | 6  | 3  | +3  | 10 |
| Ezüst    | Nigéria          | 6 | 2  | 2 | 2 | 9  | 10 | –1  | 6  |
| Bronz    | Brazília         | 6 | 5  | 0 | 1 | 13 | 2  | +11 | 10 |
| 4.       | Egyesült Államok | 6 | 2  | 1 | 3 | 7  | 9  | –2  | 5  |
|          |                  |   |    |   |   |    |    |     |    |
| 5.       | Szovjetunió      | 4 | 3  | 1 | 0 | 11 | 6  | +5  | 7  |
| 6.       | Irak             | 4 | 3  | 0 | 1 | 5  | 2  | +3  | 6  |
| 7.       | Argentína        | 4 | 1  | 0 | 3 | 3  | 4  | –1  | 2  |
| 8.       | Kolumbia         | 4 | 1  | 0 | 3 | 3  | 5  | –2  | 2  |
|          |                  |   |    |   |   |    |    |     |    |
| 9.       | Csehszlovákia    | 3 | 1  | 1 | 1 | 2  | 2  | 0   | 3  |
| 10.      | Szaúd-Arábia     | 3 | 1  | 0 | 2 | 4  | 3  | +1  | 2  |
| 11.      | Norvégia         | 3 | 1  | 0 | 2 | 4  | 5  | –1  | 2  |
| 12.      | NDK              | 3 | 1  | 0 | 2 | 3  | 4  | –1  | 2  |
| 13.      | Szíria           | 3 | 1  | 0 | 2 | 4  | 6  | –2  | 2  |
| 14.      | Costa Rica       | 3 | 1  | 0 | 2 | 2  | 4  | –2  | 2  |
| 15.      | Spanyolország    | 3 | 1  | 0 | 2 | 4  | 7  | –3  | 2  |
| 16.      | Mali             | 3 | 0  | 1 | 2 | 1  | 9  | –8  | 1  |